# Stefan Wolpe

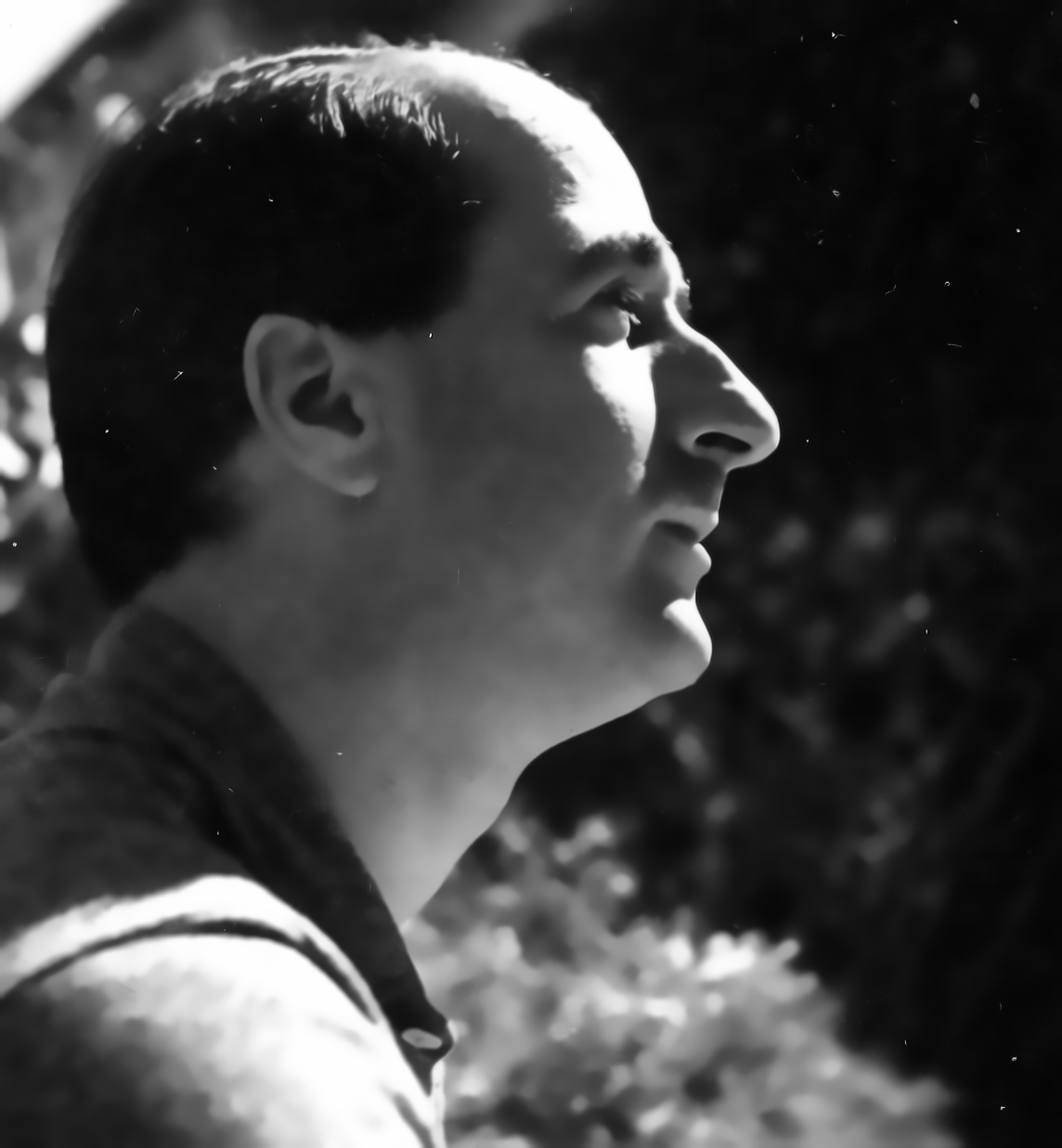
Stefan Wolpe in Jerusalem (~1938)

Stefan Wolpe (Berlijn, 25 augustus 1902 – New York, 4 april 1972) was een Amerikaans componist van Joods-Duitse komaf.

## Biografie
Wolpe ging op veertienjarige leeftijd studeren aan het Klindworth-Scharwenka-conservatorium in Berlijn en studeerde daarna (1920-1921) aan de Muziekhogeschool in dezelfde stad. Hij studeerde onder anderen bij Franz Schreker en Ferruccio Busoni. Tegelijk studeerde hij aan Bauhaus en ontmoette een aantal dadaïsten. Zijn eerste muziek (1929-1933) was atonaal, gebaseerd op de twaalftoonstechniek van Arnold Schönberg. Hij werd echter steeds meer beïnvloed door de 'gebruiksmuziek' van Paul Hindemith, die daarmee verheffing van de arbeiders in het algemeen tot doel had. Wolpe schreef dan ook een aantal werken voor vakbonden en communistische theatergroepen. Dit had direct tot gevolg dat zijn muziek toegankelijker werd; zijn liederen werden net zo populair als die van Hanns Eisler. 
Toen de nazi's aan de macht kwamen in Duitsland, vluchtte Wolpe in 1933 eerst naar Oostenrijk waar hij nog les nam bij Anton Webern, vanuit een streven naar concentratie en beperking van de middelen. Via Roemenië en Rusland ging hij naar Palestina (destijds een Brits mandaatgebied). Hij verbleef daar van 1934 tot 1938 en schreef een aantal eenvoudige composities speciaal voor Kibboets. Daarnaast bleef hij complexe composities afleveren dien nog steeds atonaal waren. Hij gaf daar een aantal jaren les aan het conservatorium in Jeruzalem.
Uiteindelijk vertrok Wolpe in 1938 naar de Verenigde Staten, alwaar hij zich vestigde in New York. Hij kwam daar gedurende de jaren 50 in contact met abstracte expressionisten (schilderkunst). Wolpe aanvaardde de aanstelling als directeur Muziek aan het Black Mountain College; een functie die hij bekleedde van 1952 tot 1956. Ook was hij betrokken bij de zomercursussen in Darmstadt. Hij gaf onder meer les aan Morton Feldman, Ralph Shapey, David Tudor, en Charles Wuorinen. In 1952 trouwde hij met dichteres Hilda Auerbach.
In zijn later werken probeerde hij alle stijlen tot een nieuwe te laten samensmelten, waarbij naast de atonaliteit en Gebruiksmuziek ook Arabische muziek werd geïntegreerd. Zijn werken werden destijds als radicaal modern beschouwd, maar minder modern dan die van b.v. Pierre Boulez. Later werd zijn muziek wat conventioneler.
Op latere leeftijd werd hij getroffen door de ziekte van Parkinson. Hij overleed in 1972 op 69-jarige leeftijd.

## Oeuvre (selectief)
- Schöne Geschichten (opera);
- Zeus und Elida (opera);
- (1942): The Man from Midian (ballet);
- Symfonie;
- (1952): Symfonie voor 21 instrumenten;
- Passacaglia voor orkest;
- 2 fuga’s voor orkest;
- The Passion of Man (cantate);
- On the education of Man (cantate);
- (1932): About Sport (cantate)
- Unnamed Lands;
- Israël and his Land;
- Kamermuziek, waaronder een sonate voor viool en piano (1949).